# Korten
Korten (bulgariska: Кортен) är ett distrikt i Bulgarien.   Det ligger i kommunen Obsjtina Nova Zagora och regionen Sliven, i den centrala delen av landet, 220 km öster om huvudstaden Sofia.
Trakten runt Korten består till största delen av jordbruksmark. Runt Korten är det ganska glesbefolkat, med 48 invånare per kvadratkilometer.